# Thorndale (Texas)
Thorndale es una ciudad ubicada en el condado de Milam en el estado estadounidense de Texas. En el Censo de 2010 tenía una población de 1336 habitantes y una densidad poblacional de 531,79 personas por km².

## Geografía
Thorndale se encuentra ubicada en las coordenadas 30°36′51″N 97°12′23″O / 30.61417, -97.20639. Según la Oficina del Censo de los Estados Unidos, Thorndale tiene una superficie total de 2.51 km², de la cual 2.5 km² corresponden a tierra firme y (0.41%) 0.01 km² es agua.

## Demografía
Según el censo de 2010, había 1336 personas residiendo en Thorndale. La densidad de población era de 531,79 hab./km². De los 1336 habitantes, Thorndale estaba compuesto por el 79.57% blancos, el 7.56% eran afroamericanos, el 0.37% eran amerindios, el 0.52% eran asiáticos, el 0% eran isleños del Pacífico, el 10.48% eran de otras razas y el 1.5% pertenecían a dos o más razas. Del total de la población el 22.98% eran hispanos o latinos de cualquier raza.